# Козлов (Чечня)
Козлов (рос. Козлов) — хутір у Наурському районі Чечні Російської Федерації.
Населення становить 30 осіб. Входить до складу муніципального утворення Калиновське сільське поселення.

## Історія
Згідно із законом від 14 липня 2008 року органом місцевого самоврядування є Калиновське сільське поселення.

## Населення
| 1990 | 2002 | 2010 |
| ---- | ---- | ---- |
| 200  | ↘101 | ↘30  |